# Apuntes para una película de atracos
Apuntes para una película de atracos (2018) és una pel·lícula documental dirigida per Elías León Siminiani, i narra les peripècies d'un atracador en primera persona.

## Desenvolupament
Mitjançant un joc de miralls, Elías, un director de cinema, somia amb realitzar una pel·lícula sobre un atracament. Per a això contacta amb un autèntic delinqüent, el «Robin Hood de Vallecas» qui està complint condemna a la presó. Després de rebre resposta a la seva carta, Elías li visitarà en la presó per a entrevistar-li. Es tracta de la «construcció» de la ficció i de la pròpia pel·lícula i com va sent armada pel seu director a mesura que avança en el coneixement del seu entrevistat.
El diari de rodatge és la pel·lícula, una mena d'autobiografia filmada, seguint les pautes de Ross Mc Elwee, Avi Mograbi o Alan Berliner, com si es tractés d'un autoretrat.

## Premis i Nominacions
- 2019: Premis Feroz: Millor Documental[3]
- 2019: Premis Goya: Nominada a Millor Documental[4]
- 2019: Premis Cinematogràfics José María Forqué: Nominada a Millor Llargmetratge Documental[5]
- 2019: Medalles CEC: Nominada a Millor Llargmetratge Documental[6]